# Aaron Gwin
Aaron Gwin (* 24. Dezember 1987 in San Bernardino (Kalifornien)) ist ein US-amerikanischer Mountainbiker, der sich auf die Disziplin Downhill spezialisiert hat.

## Sportlicher Werdegang
Das Radfahren lernte Gwin im Alter von 4 Jahren auf einem BMX, bereits mit 8 Jahren gab er den BMX-Sport wieder auf. Als Teenager kam er zum Motocross, den er aber nach mehreren Verletzungen nicht weiter betreiben konnte. Erst im Alter von 20 Jahren im Jahr 2007 begann er mit dem Mountainbikesport und bestritt seinen ersten Wettkampf im Downhill. Im Jahr 2008 bekam Gwin einen Sponsor und startete erstmals im UCI-Mountainbike-Weltcup in Mont Sainte-Anne und belegte einen beachteten zehnten Platz.
Seinen internationalen Durchbruch hatte er im Jahr 2011, als er fünf Weltcup-Rennen und damit auch die Gesamtwertung im Downhill gewann und die Saison auf Platz 1 der Weltrangliste beendete. Im Jahr 2012 wiederholte er den Sieg in der Weltcup-Gesamtwertung. Zur Saison 2013 wechselte er das Team und konnte zunächst nicht an die Erfolge der Jahre 2011 und 2012 anknüpfen. 2015 fand Gwinn zu alter Stärke zurück und gewann bis 2017 noch dreimal die Weltcup-Gesamtwertung. Im Jahr 2017 gewann er seine bisher einzige Medaille bei den UCI-Mountainbike-Weltmeisterschaften und stand wieder auf Platz 1 der Weltrangliste.
Seinem bisher letzten Sieg bei einem Weltcup-Rennen zum Anfang der Saison 2018 in Lošinj folgten mehrere Verletzungen und Missgeschicke, so dass danach zählbare Erfolge ausblieben. Mit allein drei vierten Plätzen in der Weltcup-Saison 2022 gehört er jedoch weiterhin zur Weltspitze. 2023 stürzte er bereits im Training für das erste Weltcup-Rennen der Saison in Leogang und fiel für den Rest der Saison aus. 

## Erfolge
| 2009 - US-Meister – Downhill 2010 - US-Meister – Downhill 2011 - fünf Weltcup-Erfolge – Downhill - Gesamtwertung UCI-MTB-Weltcup – Downhill 2012 - US-Meister – Downhill - vier Weltcup-Erfolge – Downhill - Gesamtwertung UCI-MTB-Weltcup – Downhill 2013 - US-Meister – Downhill 2014 - US-Meister – Downhill - ein Weltcup-Erfolg – Downhill | 2015 - US-Meister – Downhill - drei Weltcup-Erfolge – Downhill - Gesamtwertung UCI-MTB-Weltcup – Downhill 2016 - US-Meister – Downhill - drei Weltcup-Erfolge – Downhill - Gesamtwertung UCI-MTB-Weltcup – Downhill 2017 - Weltmeisterschaften – Downhill - US-Meister – Downhill - drei Weltcup-Erfolge – Downhill - Gesamtwertung UCI-MTB-Weltcup – Downhill 2018 - ein Weltcup-Erfolg – Downhill |